# Charlotte Adigéry
Charlotte Adigéry (ur. 6 sierpnia 1990 w Narbonie) – belgijska wokalistka, autorka piosenek i producentka muzyczna pochodzenia martynikańsko-gwadelupskiego, używająca także pseudonimu WWWater

## Życiorys
Adigéry wychowywała się w Gandawie. Studiowała muzykę na uniwersytecie w Hasselt. W tym okresie występowała przed lokalnymi zespołami i pisała pierwsze piosenki. Tworzyła razem z matką Christiane zespół Chris & Charlie wykonujący muzykę soul i rocksteady. W 2016 zaśpiewała w utworze The Best Thing ze ścieżki dźwiękowej do filmu Belgica skomponowanej przez Davida i Stephana Dewaele nagrywających jako Soulwax lub 2manydjs. Rok później ukazała się jej debiutancka imienna EP wydana przez firmę DEEWEE, a w 2019 kolejna epka Zandoli oraz wydana w limitowanym nakładzie (300 egzemplarzy) kaseta Yin Yang Self-Meditation. Ich współproducentem razem z artystką był Bolis Pupul, a zmiksowali je bracia Dewaele. Otwierający Zandoli utwór Paténipat w języku kreolskim został użyty w trailerze serialu Nowy papież. W 2017 wydała własnym nakładem post-punkową EP La Falaise pod pseudonimem WWWater. Rok później wystąpiła gościnnie na płycie Soulwax Essential. W 2021 jej utwór Bear With Me (and I’ll stand bare before you) pojawił się na składance Foundations wydanej z okazji pięciu lat funkcjonowania DEEWEE. W 2022 opublikowała wspólnie z Pupulem album Topical Dancer i wystąpiła na Off Festival w Katowicach.
W 2019 znalazła się na liście 100 najważniejszych nowych wykonawców roku New Musical Express. W tym samym roku została nominowana do nagród flamandzkiego przemysłu muzycznego Music Industry Awards w kategoriach Odkrycie, Wykonawca Muzyki Alternatywnej i Najlepsza Szata Graficzna. W 2023 otrzymała Music Industry Awards w kategoriach Producent i Najlepsza Szata Graficzna.

## Dyskografia
Albumy studyjne
- 2022: Topical Dancer (jako Charlotte Adigéry & Boris Pupul)

EP
- 2017: Charlotte Adigéry
- 2017: La Falaise (jako WWWater)
- 2019: Zandoli